# Diferencijalna privatnost
Diferencijalna privatnost (DP) je matematički rigorozan okvir za objavljivanje statističkih informacija o skupovima podataka uz istovremeno zaštitu privatnosti pojedinačnih subjekata podataka. Ona omogućava nosiocu podataka da deli zbirne obrasce grupe dok ograničava informacije koje procure o određenim pojedincima. Ovo se radi ubrizgavanjem pažljivo kalibrisane buke u statistička izračunavanja tako da je korisnost statistike očuvana dok se dokazivo ograničava šta se može zaključiti o bilo kojoj osobi u skupu podataka.
Drugi način da se opiše diferencijalna privatnost je ograničenje na algoritme koji se koriste za objavljivanje zbirnih informacija o statističkoj bazi podataka što ograničava otkrivanje privatnih informacija iz zapisa u bazi podataka. Na primer, neke vladine agencije koriste različite privatne algoritme za objavljivanje demografskih informacija ili drugih statističkih agregata uz obezbeđivanje poverljivosti odgovora na anketu, a kompanije za prikupljanje informacija to čine u pogledu ponašanja korisnika dok kontrolišu ono što je vidljivo čak i internim analitičarima.
Sveukupno gledano, algoritam je diferencijalno privatan ako posmatrač koji vidi njegov izlaz ne može da kaže da li su informacije određene osobe korišćene u proračunu. Diferencijalna privatnost se često razmatra u kontekstu identifikacije pojedinaca čije informacije mogu biti u bazi podataka. Iako se to ne odnosi direktno na napade na identifikaciju i ponovnu identifikaciju, različiti privatni algoritmi se odupiru takvim napadima.

## Literatura
- Calibrating noise to sensitivity in private data analysis, Cynthia Dwork, Frank McSherry, Kobbi Nissim, and Adam Smith. 2006.  In Proceedings of the Third conference on Theory of Cryptography (TCC'06). Springer-Verlag, Berlin, Heidelberg, 265–284. Theory of Cryptography. Lecture Notes in Computer Science. 3876. 2006. ISBN 978-3-540-32731-8. doi:10.1007/11681878._14  (This is the original publication of Differential Privacy, and not the eponymous article by Dwork that was published the same year.)
- Differential Privacy: A Survey of Results by Cynthia Dwork, Microsoft Research, April 2008 (Presents what was discovered during the first two years of research on differential privacy.)
- Alexandra Wood, Micah Altman, Aaron Bembenek, Mark Bun, Marco Gaboardi;  . (јесен 2018). „Differential Privacy: A Primer for a Non-Technical Audience”. Vanderbilt Journal of Entertainment & Technology Law. 21 (1)...  (A good introductory document, but definitely *not* for non-technical audiences!)
- Technology Factsheet: Differential Privacy by Raina Gandhi and Amritha Jayanti, Belfer Center for Science and International Affairs, Fall 2020
- Differential Privacy and the 2020 US Census, MIT Case Studies in Social and Ethical Responsibilities of Computing, no. Winter 2022 (January). Garfinkel, Simson (2022). „Differential Privacy and the 2020 US Census”. Mit Case Studies in Social and Ethical Responsibilities of Computing. doi:10.21428/2c646de5.7ec6ab93.
- A Practical Beginner's Guide To Differential Privacy by Christine Task, Purdue University, April 2012